# Storia transgender
La storia transgender risale alle prime istanze registrate di individui transgender, avvenute nelle antiche civiltà dell'Asia, anche se è soltanto a partire dalla seconda metà del XX secolo che si sono sviluppate una certa consapevolezza e una comunità di persone transgender.

## Storia antica
Delle persone transgender e di quelle del quarto genere sono state effettuate registrazioni in quasi tutte le culture nel corso della storia umana.

### Americhe
Precedentemente ai primi contatti avuti con gli occidentali, alcune tribù di nativi americani avevano al proprio interno ruoli di terzo genere, ma i loro dettagli sono stati registrati solo a seguito dell'arrivo degli europei. Questi ruoli includevano il "berdache" (un termine dispregiativo per quelle persone di sesso maschile assegnato alla nascita, ma che avevano assunto dei ruoli tradizionalmente femminili) e le "donne di passaggio" (persone a cui era stato assegnato alla nascita il sesso femminile, ma che venivano ad assumere ruoli tradizionalmente maschili).
Il termine berdache non è una parola dei nativi americani, essendo di origine europea e copriva una serie di individui del terzo genere presenti nelle diverse tribù. Non tutte le tribù native americane riconoscevano le persone transgender.
Uno dei primi contatti avvenuti con transessuali nelle Americhe è stato fatto dal missionario della compagnia di Gesù Joseph-François Lafitau, il quale trascorse sei anni assieme agli Irochesi nel 1711. Egli osservò che "le donne con orgoglio virile si vantavano della loro professione di guerriere", così come "gli uomini erano abbastanza vili da vivere come le donne".

### Asia
Nell'antico regno di Assiria esistevano prostituti sacri omosessuali e transessuali che prendevano parte alle processioni pubbliche con canti, danze, indossando costumi, a volte anche con abiti femminili e trasportando i simboli femminili, spesso fingendo di essere preda delle doglie del parto.
Nell'antica India gli Hijra sono una casta di terzo genere, o meglio un gruppo transgender che vive secondo i ruoli femminili assegnati loro. Lo Hijra può nascere maschio o intersessuale ed alcuni di essi possono essere nati come femmine. Gli Hijra hanno una storia registrata nel subcontinente indiano dall'antichità in poi, così come viene suggerita la loro presenza anche durante il periodo di stesura del Kāma Sūtra.
In Persia poeti e mistici come Saˁdi, Hafez e Giami hanno scritto poesie piene di allusioni omoerotiche, comprendendo in esse anche il sesso con le giovani donne transgender o con maschi che assumevano il ruolo femminile, come il Köçek e il Bacha Bazi, il tutto associato con le pratiche spirituali sufi.

### Europa

#### Antica Grecia
Nell'antica Grecia e in Frigia - e più tardi nella repubblica romana - la Dea Cibele era adorata in un culto proposto da persone che praticavano l'auto-castrazione e che, successivamente, assumevano abiti femminili e vivevano essi stessi come fossero stati delle donne: erano i galli (sacerdoti eunuchi della madre Cibele e del suo consorte Attis). Tali figure transessuali sono state considerate da diversi autori come primi modelli gay.

## Periodo moderno

### Le Americhe

#### America centrale
Nella Repubblica Dominicana il tratto intersex non è raro entro il territorio di Las Salinas, con il risultato che ad alcuni bambini veniva assegnato il genere femminile, dopo di che erano cresciuti come fossero ragazze. Con lo sbocciare della pubertà e la crescita della virilità dovuta agli ormoni sessuali maschili vengono riconosciuti come maschi e da allora in poi trattati come tali. Si chiamano nella lingua locale "guevedoces"; questo è un evento abbastanza comune nelle città tanto che i cittadini hanno finito col darlo quasi per scontato.

#### Messico
Nella cultura degli Zapotechi di Oaxaca un muxe è un individuo di sesso maschile (assegnato alla nascita) che si veste e si comporta diversamente dal suo ruolo, preferendogli i modi associati alle donne. Essi possono essere visti come un terzo genere. Il muxe può eseguire certi tipi di lavori assegnati alle donne, come il ricamo, mentre ve ne sono altri che fanno il lavoro maschile di produzione di gioielli. Uno studio stima che il 6% dei maschi all'interno di una comunità zapoteca dell'istmo di Tehuantepec durante i primi anni '70 del XX secolo erano muxe.

#### Stati Uniti d'America
Vi sono stati casi isolati di persone che hanno vissuto come se fossero appartenenti al sesso opposto fin dai primi anni della repubblica, come ad esempio Joseph Lobdell. Durante la guerra di secessione americana più di 200 donne hanno indossato abiti maschili per poter combattere in qualità di soldati; alcuni erano transgender ed alcuni di loro hanno vissuto per il resto della vita come uomini, ad esempio Albert Cashier.
Nel 1895 un gruppo che si autodescriveva come androgino organizzò un club nella città di New York chiamato il "circolo ermafrodito", in base al loro desiderio "di unirsi nella difesa contro la persecuzione subita dal mondo".
Un paio di racconti in prima persona nei primi anni del XX secolo hanno gettato luce su ciò che la vita di una persona transgender allora era, tra cui The Autobiography di un Androgyne (1918) di Jennie June (nato nel 1874 come Earl Lind). Un notevole musicista e leader jazz americano fu Billy Tipton (nato nel 1914 come Dorothy Lucille Tipton),vissuto come un uomo dal 1940 fino alla sua morte nel 1989.
L'idea che qualcuno potesse cambiare sesso era sconosciuta ai più fino alle notizie che giunsero nel 1952 su Christine Jorgensen, la prima persona che abbia ampiamente pubblicizzato il fatto di aver subito un intervento chirurgico di riassegnazione del sesso. Nello stesso periodo vari club ed organizzazioni cominciarono a formarsi, come testimonia anche la pubblicazione di Virginia Prince Tranvestia per un'organizzazione internazionale di persone che praticavano il crossdressing.
Questi gruppi erano costretti ad operare nelle stesse condizioni di semi-clandestinità che toccavano alla sottocultura gay appena in formazione. Durante il corso degli anni '60 del XX secolo, l'attivismo transgender e gay è iniziato con la sommossa della Compton's Cafeteria del 1966 a San Francisco ed in un evento che definisce la nascita ufficiale dell'attivismo gay e transgender, i moti di Stonewall del 1969 a New York.
Gli anni '70 e '80 sono stati turbolenti per le organizzazioni dedicate alle attività sociali e all'attivismo transgender. Tra di esse si annovera il gruppo di sostegno FtM dell'attivista Lou Sullivan, cresciuto presto in FTM International, il gruppo di pressione più importante per gli individui transgender in transizione da femminile a maschile. Alcune organizzazioni di femministe e lesbiche hanno cominciato a chiedersi se gli individui transgender potevano essere accettati agli eventi designati per sole donne, come quello della "Women music Olivia Records" ove l'MtF Sandy Stone fu a lungo impiegato, o nel 1990 al Michigan Womyn's Music Festival che ha eletto una donna transgender in politica.
Tra i nativi americani il termine Two Spirit è stato adottato nella sua generalità nel 1994, anche se non vi è un accordo universale tra le varie tribù per fare riferimento a individui del terzo genere o varianti dall'uno all'altro nelle loro comunità.
Il 1990 ha visto la creazione del Transgender Day of Remembrance per onorare tutti quelli che hanno subito forme di violenza. Le marce transgender e le parate attorno ai periodi delle celebrazioni del Gay Pride hanno iniziato a farsi sempre più frequenti a partire dagli anni 2000, assieme alla sempre maggior visibilità degli individui transgender come l'attrice Laverne Cox, la quale è stata sulla copertina del Time, e Caitlyn Jenner, il cui coming out risale al 2015 e da molti definita come la più famosa transgender dichiarata americana.
Organismi quali il Guidismo e la Chiesa episcopale degli Stati Uniti d'America hanno annunziato dal 2010 l'accettazione delle persone transgender. Nel 2016 l'amministrazione Obama ha rilasciato una guida col compito di indirizzare le scuole pubbliche e permettere così agli studenti transgender di poter utilizzare bagni e spogliatoi corrispondenti a quelli della propria identità di genere.

### Australasia e Oceania
Nelle isole Cook il termine Akava'ine è una parola dei Māori Rarotongan che si è cominciata a sentire abitualmente a partire dagli anni 2000 per riferirsi alle persone transgender appartenenti al popolo Maori residente nelle isole Cook. Si tratta di un'identità contemporanea sorta attraverso il contatto interculturale con altri polinesiani che vivono in Nuova Zelanda, in particolare il samoano Fa'afafine.
Nelle isole Samoa il fa'afafine ("alla maniera di una donna") sono un tipo di terzo genere con origini incerte ma che risalgono almeno agli inizi del XX secolo. I fa'afafine sono maschi alla nascita ma che vengono ad esprimere entrambi i caratteri di genere, sia maschile sia femminile.

### Asia

#### Gli stati arabi del golfo
I Khanith sono una terza categoria di genere presente in Oman e nella penisola arabica la quale opera sessualmente, e in un qualche modo anche socialmente, al posto delle donne.

#### Cina
Gli studi transgender sono stati istituiti come disciplina accademica solo nel 1990, quindi risulta difficoltoso applicare la categoria transgender alla cultura cinese entro un contesto storico. Non vi sono stati gruppi transgender o comunità relative ad Hong Kong fino a dopo la fine del XX secolo. Oggi sono ancora riconosciuti come una "minoranza sessuale" entro il territorio cinese.
La Cina e la "grande Cina" (l'intera regione inese, tra cui la repubblica popolare cinese, Hong Kong, Macao e Taiwan) sono caratterizzati da una forte transfobia.

#### Indonesia
Un team di netball tutto transgender proveniente dall'Indonesia ha gareggiato nel 1994 ai Gay Games svoltisi a New York; il team è stato tra i campioni nazionali indonesiani.

#### Iran
Sotto il governo dello scià Mohammad Reza Pahlavi i transessuali e i travestiti sono stati classificati come gay e lesbiche, con la conseguente punizione della flagellazione quando non addirittura la pena di morte. Il nuovo governo di matrice religiosa che si è venuto a stabilire in Iran sotto gli Ayatollah li ha trattati inizialmente allo stesso modo.
A partire dalla metà degli anni '80, tuttavia, i transessuali sono stati riconosciuti ufficialmente dal governo il quale ha permesso loro di sottoporsi ad intervento chirurgico di riassegnazione del sesso. A partire dal 2008 l'Iran esegue più operazioni di cambio di sesso di qualsiasi altra nazione tranne la Thailandia. Il governo fornisce fino a metà del costo dell'operazione per coloro che necessitano di assistenza sanitaria ed il cambiamento di sesso viene riconosciuto sul certificato di nascita.

#### Giappone
Il transgenderismo pubblico in Giappone è iniziato durante il periodo Edo. Le attrici donne sono state bandite dagli spettacoli teatrali kabuki e al posto loro attori effeminati assunsero i ruoli femminili; tali attori mantenevano il proprio abbigliamento sia all'interno sia all'esterno del teatro. Era ampiamente creduto in quell'epoca che solo gli uomini potessero davvero sapere che cosa fosse la bellezza femminile e ciò che una donna sembrava per davvero. Inoltre se un uomo si comportava come una donna, vestiva come una donna ed assumeva i ruoli sociali che competevano ad una donna, ciò stava semplicemente a significare che era anche socialmente una donna. Quest'ultimo è il risultato di come il Giappone ha concettualizzato l'identità di genere e la sessualità in termini di ruoli sociali adottati.
Nel 2017 il Giappone è diventato il primo paese al mondo ad eleggere un uomo apertamente transgender ad un ufficio pubblico, questo quando Tomoya Hosoda è stato eletto come consigliere per la città di Iruma.

#### Thailandia
Quello di Kathoey è un termine Thai, spesso tradotto come "ladyboy" in inglese moderno, che ha subito un'evoluzione; è stato utilizzato inizialmente per riferirsi ad individui intersessuali, poi dal XX secolo ai maschi che praticavano il travestitismo o ai gay che mostravano vari gradi di effeminatezza.
Quelli di Toms e Dees sono due tipi di identità di genere femminile presenti in Thailandia: un "Tom" è una femmina che si veste ed agisce ed eventualmente parla in modo maschile; una "Dee" è invece un omosessuale (o bisessuale) di sesso femminile che segue l'espressione di genere femminile Thai tipico. L'unica differenza tra le Dees e le donne tradizionali thailandesi è che le prime s'impegnano in rapporti sessuali ed amorosi con i Toms. Un Kathoey o "ladyboy" si riferisce invece ad un maschio che si veste e adotta i manierismi e l'identità di una donna.
La Thailandia è diventata un centro per l'esecuzione degli interventi chirurgici di riassegnazione del sesso e ne esegue più di qualsiasi altro paese al mondo.

### Europa

#### Balcani
Le Burrnesh o "vergini giurate" dei Balcani sono donne che prendono il voto di celibato, possono indossare abiti maschili ed assumere i privilegi riservati all'uomo, vivendo la propria vita come fossero dei maschi all'interno della società patriarcale del nord dell'Albania. La tradizione risale ad un codice di leggi del XV secolo ed è osservato dai membri di diverse religioni. La pratica è stata riportata dai missionari e da altri viaggiatori che hanno visitato l'area nel corso del XIX secolo.

#### Danimarca
Lili Elbe è stata una donna transessuale danese ed una delle prime destinatarie d'intervento chirurgico di riassegnazione sessuale. Elbe era nata come maschio ed è stata ai suoi tempi anche una pittrice di notevole successo; si è inoltre presentata come Lili (a volte scritto Lily). La sua transizione MtF è avvenuta nel 1930, dopo di che ha eseguito un cambio di nome legale come Lili Ilse Elvenes e smise di dipingere. Lili è morta a seguito di complicazioni che coinvolgevano un trapianto di utero.
La Danimarca è anche nota per il suo ruolo svolto nella transizione della statunitense Christine Jorgensen, le cui operazioni sono state eseguite a Copenaghen a partire dal 1951.
Nel 2017 la Danimarca è diventato il primo paese al mondo a cancellare ufficialmente l'identità transgender dalla sua lista di disturbi della salute mentale. 

#### Gran Bretagna
Le Molly house apparvero nel XVIII secolo a Londra e in altre grandi città. Una casa Molly è un termine arcaico di quell'epoca per indicare una taverna o una stanza privata dove omosessuali e persone che praticavano il crossdressing potevano incontrarsi e avere uno scambio di partner sessuali. I patroni della casa Molly dichiaravano talvolta matrimoni finti.

#### Germania
Prima dell'avvento del Terzo Reich Berlino era una tra le città più liberali d'Europa, con molti gay bar, locali notturni e cabaret. Vi erano anche molti locali in cui si esibivano drag queen e dove gli avventiori sia eterosessuali sia omosessuali assistevano ad atti di rappresentazioni femminili. Adolf Hitler condannò una tale "degenerazione culturale", oltre alla prostituzione e alla sifiliude, nel suo libro Mein Kampf, accusando la responsabilità per alcuni di questi fenomeni agli ebrei.
Berlino ha avuto anche in quel determinato momento storico alcuni tra i movimenti più attivi per i diritti LGBT presenti al mondo. Il medico di origini ebraiche Magnus Hirschfeld aveva co-fondato il Wissenschaftlich-humanitäres Komitee ("Comitato Scientifico-Umanitario"-WHK) proprio a Berlino e chiesto il riconoscimento sociale degli omosessuali e dei transessuali uomini e donne. Il Comitato aveva delle filiali pure in diversi altri paesi, divenendo in tal modo la prima organizzazione internazionale LGBT, anche se su piccola scala.
Nel 1919 lo stesso Hirschfeld aveva anche co-fondato l'Institut für Sexualwissenschaft (Istituto di ricerca sessuale), un'organizzazione di ricerca di sessuologia privato. Esso aveva una biblioteca di ricerca e disponeva di un vasto archivio, comprendendo un ufficio di consulenza sul matrimonio e la sessualità. Inoltre l'istituto è stato un pioniere a livello mondiale nelle campagne a favore dei diritti civili e per l'accettazione sociale di omosessuali e transessuali.
La parola travestito è stata coniata da Hirschfeld e utilizzata come titolo del suo libro del 1910 The Transvestites: The Erotic Drive to Cross-Dress.